# Kuba
Kuba, uradno Republika Kuba, je država, ki leži na arhipelagu severnih Karibov med Karibskim morjem, Mehiškim zalivom in Atlantskim oceanom. Arhipelag sestavljata največji karibski otok Kuba, veliko manjši otok Isla de la Juventud in več koralnih grebenov, sestavljenih iz približno 1600 otočkov in čeri. Sosednje države Kube so Jamajka in Kajmanski otoki na jugu, na jugovzhodu Haiti, na severu Bahami in Florida, na zahodu Mehika. Od Floride je Kuba oddaljena le okoli 145 km. Je 16. največji otok na svetu (površina otoka meri 105.007 km²).
Otok je dolg približno 1200 km, širok pa od 35 pa tja do 200 km. Po površini pa Kuba petkrat presega Slovenijo. Podobno, kot oblika Italije spominja na škorenj in je oblika Slovenije podobna kokoši, spominja oblika Kube na krokodila. Je največji otok v Karibskem morju in ena najlepših potapljaških točk v Karibih, med njimi je najbolj znan »podvodni svet Marie la Gorda«. 
Kuba slovi po pridelovanju tobaka (kubanske cigare), kot dežela sladkornega trsta, etno glasbe in plesa salse.

## Državni simboli
- Kubanska zastava
- Grb Kube je v obliki srca in je razdeljen na tri dele oz. področja.
- metuljčkasti jasmin
- Tokororo
- kraljevska palma, ki je nacionalno drevo.
- La Bayamesa je kubanska himna kar v slovenščini pomeni bayamska pesem.

Na Kubi živi približno 11.394.043 ljudi. Kubo lahko poimenujemo tudi »Beli otok« saj je večina ljudi, ki živijo na Kubi belcev (ti so potomci Špancev) in jih je kar 70 %, sledijo jim mulati  (potomci pripadnikov bele in črne rase), črncev afriškega izvora pa je okoli 11 %. 

## Podnebje
Povprečna julijska temperatura je 30 stopinj C, povprečna januarska temperatura pa okoli 21 stopinj Celzija. Podnebje na tem otoku je tropsko in na Kubi je od maja pa do oktobra deževna doba. Na vzhodni del otoka prinašajo padavine pasati, v zahodnem delu otoka pa večkrat pihajo tropski viharji oz. hurikani. V osrednjem delu države pade na leto okoli 1000-1200 milimetrov padavin. Padavine pomagajo predvsem kmetom, ki jih na Kubi ni tako malo. Njive in trajni nasadi prekrivajo kar 3,4 milijonov hektarjev površja (to je kar 31 %). Najpomembnejša kultura je sladkorni trst, gojijo pa še druge kulture, kot so: krompir, koruza in riž. Zanimivo je to, da na Kubi polja še vedno obdelujejo s pomočjo volov.

## Ekonomija
Kubanci izvozijo največ sladkorja, niklja, školjk, tobaka in kave, uvažajo pa predvsem hrano in naprave. Kuba ima tudi nekaj rudnega bogastva. Največ je nikljeve rude, zato je Kuba ena največjih svetovnih proizvajalk niklja in kobalta. V osrednjem delu pa je tudi nekaj nafte. Seveda pa je na Kubi razvit tudi turizem. Največja turistična središča so Havana, Varadero, Santa Lucia in Santiago de Cuba. Turisti si otok lahko ogledajo z avtom, letalom, vlakom ali ladjo. Na Kubi je kar 46.555 kilometrov cest, vendar jih je le 27 % asfaltiranih. Najpomembnejša je Osrednja cesta oz. Carretera Central. Kubanci imajo tudi 4807 kilometrov železniških prog. Na Kubi je tudi veliko pristanišč. Najpomembnejša so Bahia de la Habana, Bahia de la Cardenas in Bahia Honda. Najpomembnejše je pristanišče v Havani. V njem stoji grad Morro, ki je včasih služil za obrambo pred pirati. V Havani prevladuje kolonialna arhitektura. Po njej so zgrajene nekatere cerkve, muzeji, galerije in gradovi. Zaradi slabega finančnega stanja države in večine njenih prebivalcev, večina zgradb v Havani propada.

## Zgodovina
Prvi prebivalci tega otoka, ki so se nanj naselili leta 3500 pred našim štetjem, so se imenovali Indijanci Taino. Kmalu so ti prvotni prebivalci izumrli, saj so se na otok začeli naseljevati Španci. Ti so začeli gojiti sladkorni trst in tobak. Na otok so pripeljali tudi sužnje iz Afrike. Kuba se je takrat zelo počasi razvijala, saj so naselbine ob morju večkrat ropali francoski in britanski pirati. Sredi 19. stoletja, se je pojavilo močno gibanje za priključitev Kube k ZDA, saj je bogatim Kubancem grozila ukinitev suženjstva. Nato sta bila dva upora. Rešitev prvega upora je bila postopna ukinitev suženjstva, drugega pa so rešili s sporazumom. Leta 1901 je Kuba postala uradno neodvisna. Približno petdeset let kasneje je Fidel Castro izvedel revolucijo pri kateri se mu je pridružil Ernesto "Che" Guevara z neuspešnim napadom na vojašnico Moncada v mestu Santiago de Cuba. Začel se je revolucionarni boj s katerim naj bi strmoglavil Batistov režim. Po Batistovem padcu je bil Castro kmalu izvoljen za predsednika države. Tedaj je ameriški embargo, zaradi nestrinjanja s kubansko politiko, ustavil razvoj na Kubi in tako je Kuba začela počasi zaostajati v razvoju, za drugimi državami. Kmalu za tem se je na Kubi zgodila huda mednarodna kriza, zaradi raketnih oporišč, ki jih je imela Sovjetska zveza na tem otoku. Ko sta leta 1991 razpadla Sovjetska zveza in socialistični blok v Vzhodni Evropi, so bila na Kubi občutna gospodarska nihanja, ker je bil (in je še) glavni izvozni produkt Kube sladkor, ki so ga izvažali večinoma v nekdanjo ZSSR in na Kitajsko. V letu 1992 je Kuba uvedla ameriški dolar, ta je sedaj ukinjen, čeprav pa je z njim možno še naprej trgovati. Nekaj zmešnjave povzročata dve validni valuti in sicer kubanski peso (CUP) ter kubanski konvertibilni peso (CUC). Slednji je ekvivalent ameriškemu dolarju.

## Galerija
- Hranjenje morskih psov na Kubi
- Večkilometrska peščena plaža na Kubi
- Stanovanjski blok v zaselku za hoteli Santa Lucija
- Ribiška vas na Coco Beachu